# 운용과학
운용 과학(運用科學, Operations research)은 의사결정을 개선하기 위해 수학적, 통계적, 최적화 기법 등을 개발 및 적용하는 응용수학의 한 분야이다. 경영 과학이라는 용어가 이와 유사하게 사용되기도 하지만, 두 분야는 범위와 주안점에서 차이가 있다. 운용 과학이 주로 수학적·분석적 방법론을 연구한다면, 경영 과학은 이러한 기법을 경영 문제에 적용하는 데 초점을 맞춘다.
주로 수학적 모델링이나 통계 분석, 최적화 기법등을 이용하여 복잡한 의사결정 문제에서 최적해 혹은 근사최적해를 찾아내며, 이익, 성능, 수익 등을 최대화하거나 손실, 위험, 비용등을 최소화하는 현실적인 문제를 해결하는데 사용된다. 제2차 세계 대전 이전에 군사 분야에서 시작된 이 기법들은 이후 다양한 산업 분야에 적용되며 발전해 왔다.

## 개요
제2차 세계 대전 당시 조지 단치그가 군수 물자 보급의 최적화 목적으로 선형 계획법 문제를 해결하기 위하여 심플렉스법을 개발한 이후, 폭발적인 관심을 받고 있는 연구 분야이다. 주로 수학, 산업 공학, 경영학에서 많이 연구하고 있으나, 컴퓨터 과학, 전기 공학, 전자 공학, 재료과학, 기계 공학, 경제학, 생물학, 생명 공학, 정책학 등 거의 대부분의 학문에서 그 응용 분야를 찾아 볼 수 있다.
'운용과학'이라는 용어는 흔히 경영과학(Management Science)의 뜻으로 사용되기도 하지만, 이는 경영과학을 포함한 더 넓은 의미를 담고 있다. 하지만, 그 용어 자체는 'Operations Research'라는 영어 낱말을 그대로 직역한 것으로, 그 의미가 모호하여 학계에서 잘 사용되지 않고, 많은 교육 기관 및 학회에서 줄임말인 'OR'로 부르고 있다.

## 특징
- 학제간 연구일 것.
- 정량적 연구일 것.
- 과학적, 합리적일 것.

조직체 특히 인간-기계 시스템(en:man-machine system)의 운영 또는 행동에 관한 문제를 과학적 및 계량적으로 표시하여 그것을 이해하고 예측하여 운영상의 문제를 개선하는 최적의 방법을 발견하는 과학이라 할 수 있다.   OR의 명확한 기원은 제2차 세계대전중 각기 다른 분야의 전공학자들과 기술자들이 군사상의 문제를 해결하기 위하여 개발한 데서 그 시초를 찾을 수 있다.  당시 영국은 제한된 자원과 군장비로 방공시스템과 독일의 잠수함을 효과적으로 공격하기 위하여 이 OR을 개발하였으나, 대전이 끝난 후 이것이 기업경쟁에 있어서 의사결정의 문제에 효과적으로 이용할 수 있다는 것이 인식된 후에 현재 미국을 비롯한 구미 제국에서는 정부, 기업계 및 군부에 이르기까지 널리 쓰이고 있다.
OR을 이용한 문제 해결방법의 특징은 시스템적 태도, 통합 학문적인 태도, 과학적 및 계량적인 방법을 들 수 있다.
- 첫째, 시스템적 태도라는 것은 조직화된 '시스템'에서는 어떠한 부분에 대한 미미한 행동도 다른 모든 분야에 영향을 끼친다는 관점에 그 기초를 둔다.  이와 같은 영향이 극히 미미해서 발견되지 않을 때도 있기 때문에 조직체의 어떤 부문에 대한 정책 또는 행동의 평가는 조직적인 탐색으로 상호관계를 신중히 나타내지 않으면 안 된다. 따라서 조직체의 각 부문간의 기능과 상호의존관계를 적절히 파악하고 그 조직 전체의 목적이 무엇인가를 파악하는 태도라 할 것이다.
- 둘째, 통합 학문적 태도라는 것은 다음과 같은 의미라고 할 수 있다. OR이 다른 과학 또는 공학과 다른 점은 조직체의 운영을 전반적인 측면에서 분석한다는 점이다. 다시 말하면 모든 자연과학과 사회과학 즉 수학·화학·생물학·심리학·경제학 등을 조직적 및 유기적으로 통합·분석하는 데 그 주안점을 두고 있는 것이다. 이와 같은 통합적인 분석이 제2차 세계대전에서의 군사활동을 위하여 효과적인 응용방법이 되어 왔다고 할 수 있다.
- 셋째, 과학적 및 계량적 방법이라 함은 조직체 내의 상호관계를 수학적 모델(model)로 표현함으로써 조직체 내의 기본요소를 나타내어 계량적으로 최적치(最適置)를 구하는 것이다.

위와 같은 OR의 응용기법을 단계적으로 기술한다면,
① 조직체 내의 현상 즉 각 요소간의 상호작용을 관찰하여 기술적 및 경제적 조건과 문제점을 파악한다.
② 계량적인 데이터를 수집한다.
③ 데이터를 정리·분석한다.
④ 가설(假說)을 유도(誘導)하여 계량적으로 나타내는 모델을 만든다.
⑤ 각 요소간의 상호관계의 변경여부를 타진한다.
⑥ 변경의 결과를 계량적으로 예측한다.
⑦ 결정을 주의 깊에 실시하고, 가설과 모델의 정당성을 체크한다.
이상의 과정을 통하여 최적치를 구하는 OR은 현재 경영분야에 커다란 영향을 끼치고 있다.
이미 서술한 바와 같이 OR의 실제적인 응용은 복잡한 각 요소간의 상호관계의 대부분을 나타낼 수 있는 몇 개의 수학공식 즉 '모델'을 유도하는 데서 시작된다. 이와 같이 수학적 모델을 유도한다는 것은 OR에서 대단히 중요한 것이기 때문에 OR의 기술을 개발한다는 것은 어떻게 수학적 모델 즉 공식을 잘 만드느냐, 그리고 이와 같은 모델에서 해결책을 어떻게 이끌어내느냐 하는 것이라 할 수 있다.
미국의 애커프(R. Ackoff)는 OR문제의 기본형식을 다음과 같이 분류하였다.
① 할당문제, ② 재고, ③ 배열(配列), ④ 대기(待期), ⑤ 순열(順列), ⑥ 공수, ⑦ 경쟁, ⑧ 탐색(探索).

## 대상 분야
OR의 분야는 질적 및 양적으로 계속 늘어나고 있으며, 손으로 계산하는 간단한 응용으로부터 전자계산기를 이용하는 복잡한 응응에 이르기까지 그 응용범위는 빠른 속도로 확대되고 있다.  초기의 OR이 군사면에서 응용된 것과 같이 현재도 무기체제(武器體制)의 개척 또는 전술적인 측면에서의 무기의 채택 여부 등 널리 이용된다. 대한민국에서도 육군 연구발선사령부에서 OR의 군사면에 대한 응용에 대하여 최근 관심을 보여 계속 연구하고 있다.  산업 및 기업계의 이용되는 OR은 주로 수학 및 통계적 분석을 통하여 몇개의 대안을 분석하는 것이며, 재고품에 대한 회사의 정책결정, 재고통계에 있어서의 정책, 최소비용에 의한 생산계획, 공장 또는 창고의 최적위치 및 크기의 결정, 그리고 판매 및 광고 정책 등의 결정에 이용되고 있다.  산업별로 보면 항공기 산업·통신업·전자계산기 산업·전력산업·전자산업·식품가공업·금속가공업 등에서뿐만 아니라 금융기관·정부 그리고 심지어는 병원에 이르기까지 OR이 응용된다.
- 선형 계획법
- 동적 계획법
- 대기행렬이론
- 퍼트
- 계층분석법
- 외판원 문제
- 조합 최적화
- 시뮬레이션
- 네트워크
- 변동 부등식
- 게임 이론
- 비선형 계획법
- 정수 계획법
- 의사 결정론
- 추계적 과정
- 무한차원 최적화

## 같이 보기
- 블랙박스
- 동적 계획법
- 인공지능
- 조지 댄치그
- 레오니트 칸토로비치
- 찰링 코프만스
- 리처드 M. 카프
- 앨빈 로스
- 빅 데이터
- 비즈니스 성과 관리
- 데이터베이스 정규화
- 경영공학
- 지리 정보 시스템
- 산업공학
- 산업조직론
- 작전술
- 신뢰성 공학
- 과학적 관리법
- 시뮬레이션
- 경영전략론

1. ↑  “What is OR”. HSOR.org. 2010년 11월 18일에 원본 문서에서 보존된 문서. 2011년 11월 13일에 확인함.